# بورس وین

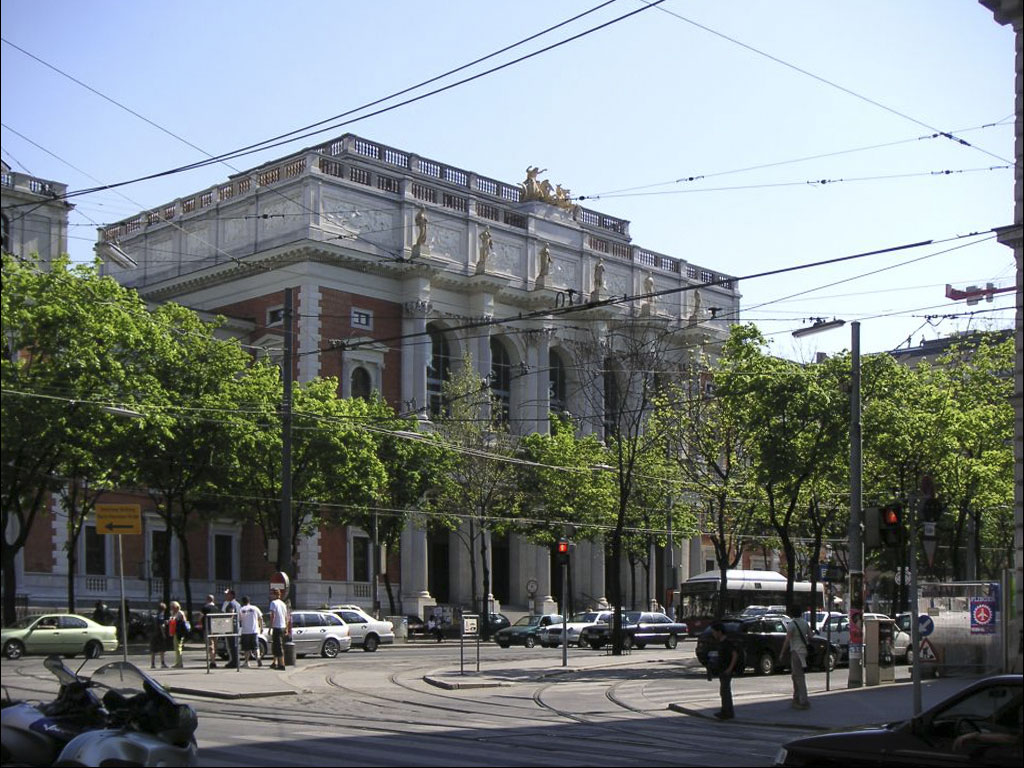
ساختمان محل برگزاری بورس وین

بورس وین (به آلمانی: Wiener Börse) بازار بورس اوراق بهادار اتریشی مستقر در وین است، که در سال ۱۷۷۱ در خلال دوره ماریا ترزا، اتریش فعالیت خود را آغاز کرد.
بازار بورس وین نخستین بازار بورس اوراق بهادار اروپای شرقی است و به‌عنوان یکی از قدیمی‌ترین بازارهای بورس جهان محسوب می‌شود.